# Система Риса
Система Риса — такая система векторов {\displaystyle \{f_{n}\}_{n=1}^{\infty }\in H} в гильбертовом пространстве {\displaystyle H} с заданными постоянными {\displaystyle A} и {\displaystyle B}, что для любой последовательности комплексных чисел {\displaystyle c=\{c_{n}\}_{n=1}^{\infty }\in l_{2}} ряд {\displaystyle \sum _{n=1}^{\infty }c_{n}f_{n}} сходится по норме в {\displaystyle H}, причём выполнено:
{\displaystyle A\|c\|_{l_{2}}^{2}\leqslant \left\|\sum _{n=1}^{\infty }c_{n}f_{n}\right\|_{H}^{2}\leqslant B\|c\|_{l_{2}}^{2}}.
Базис Риса — такая система Риса, которая является базисом в {\displaystyle H} (базисом Шаудера).
Базис Риса является обобщением понятия ортонормированного базиса, а двойное неравенство, данное в определении — обобщение неравенства Бесселя. Другое название базисов Риса — базисы, эквивалентные ортонормированным.
Система векторов является базисом Риса тогда и только тогда, когда она может быть получена из ортонормированного базиса с помощью ограниченного обратимого преобразования.
Любая система Риса является базисом Риса в пространстве:
{\displaystyle V=\left\{f=\sum _{n=1}^{\infty }c_{n}f_{n},~~\sum _{n=1}^{\infty }|c_{n}|^{2}<\infty \right\}},
при этом для любого элемента {\displaystyle f\in V} выполняется неравенство:
{\displaystyle A\|f\|^{2}\leqslant \sum _{n=1}^{\infty }|(f,f_{n})|^{2}\leqslant B\|f\|^{2}}.
Любой базис Риса является безусловным базисом, то есть остаётся базисом после любой перестановки элементов.